# 馬布爾霍爾
馬布爾霍爾（英語：Marble Hall）是南非林波波省的城鎮，位於該國東北部，距離赫羅布勒斯達爾26公里，面積7.76平方公里，2001年人口2,780，人口密度每平方公里360人。